# 横濱はじめて物語

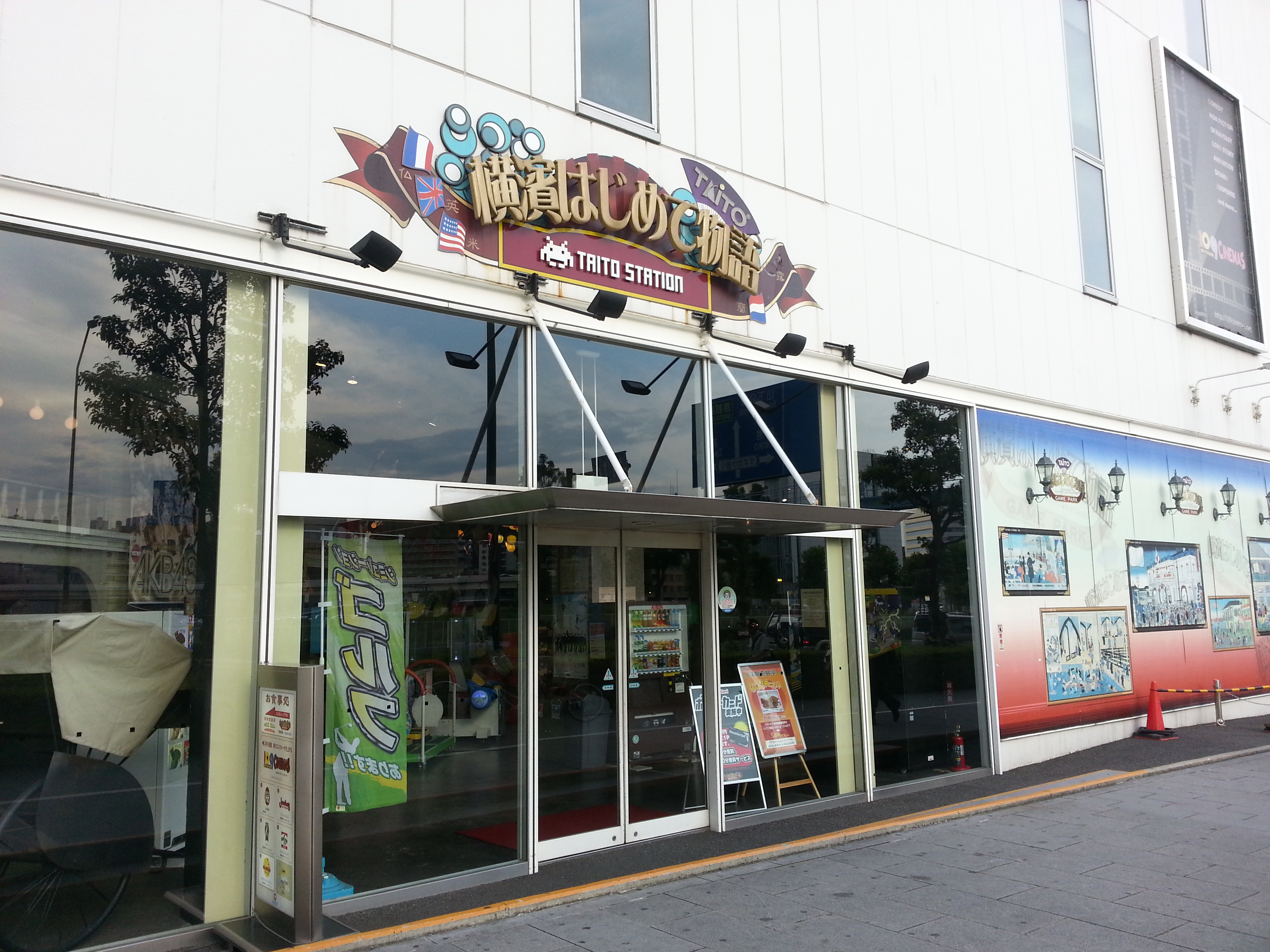
横濱はじめて物語の出入り口
（みなとみらい大通り側）

横濱はじめて物語（よこはまはじめてものがたり）は、神奈川県横浜市西区みなとみらいのGENTO YOKOHAMA（ゲントヨコハマ）内に存在したアミューズメント・レトロテーマパークである。GENTO YOKOHAMAが2015年1月25日に営業を終了したため、当施設も同日閉店となった。

## 施設概要
通常のレトロテーマパークは1960年代以降を中心とした所が多いが、横濱はじめて物語は施設名からもわかる通り、明治時代初期に横浜経由中心で入って来た西洋文明をモチーフにしている。この為以下の内容が特徴となっている。
- 日本に入って来た西洋文明各種をパネル形式で紹介
- 女性従業員が袴姿
- 館内レストランが船型
- 館内効果音が波の音

もう一つの特徴はゲーム会社のタイトーの直営店である為、アミューズメント施設（ゲームセンター）も充実している事で、縁日風のゲームコーナーまであった。オープン当初はエレメカ、エレポン、スペースインベーダーなどのレトロゲームが11台設置されていた。これらは一度撤去されたものの、2008年10月にレトロゲームが再度設置された。
この他、施設内にはフードコートも設置されていた。また、同じくGENTO YOKOHAMA内にあった映画館「109シネマズ」の鑑賞後チケット（半券）による割引サービスなどもあった。

## 施設名の由来
アニメ番組「まんがはじめて物語」にちなんで命名された。